# Multi-mission Affordable Capacity Effector
Le Multi-mission Affordable Capacity Effector (MACE) est un missile de croisière antinavire à lancement aérien prévu par l’US Navy, destiné à se concentrer sur la rentabilité, la portée étendue et l’augmentation de la létalité. Il a été décrit comme un « missile de croisière miniature ». Il est conçu comme une arme à lancement aérien avec une distance adéquate pour permettre la létalité tout en minimisant les risques pour les plates-formes habitées. Il sera lancé à partir du F/A-18E/F Super Hornet, du F-35A et du F-35C, et sa portée et son utilisation prévues compléteront le Long Range Anti-Ship Missile (LRASM) actuellement déployé sur les plates-formes F/A-18 de l’US Navy et B-1B de l’US Air Force. Les exigences de conception stipulent que quatre All-up Rounds (AURs) doivent pouvoir être transportés à l’intérieur du F-35, en plus des charges externes (pylônes). La Marine est intéressée par la production d’au moins 500 missiles par an et commencerait à déployer une première version au cours de l’exercice 2027,. Le coût unitaire de l’AUR ne doit pas dépasser 300 000 $. La production doit également utiliser l’ingénierie numérique, la conformité WOSA et la capacité de conception pour l’exportation « qui se traduit par un système d'armes modulaire capable d’intégrer des autodirecteurs alternatifs, des charges utiles et d’autres sous-composants pour différentes variantes d’armes, ainsi que des mises à niveau abordables pour devancer les adversaires sans perturber le débit de production ». Les analystes de la défense ont noté que la demande du MACE présente des similitudes avec la demande de l’armée de l’air pour la Extended Range Attack Munition (ERAM).